# Liste der Biografien/Gop
Liste der Biografien |
Portal Biografien |
Personensuche
# |
A |
B |
C |
D |
E |
F |
G |
H |
I |
J |
K |
L |
M |
N |
O |
P |
Q |
R |
S |
T |
U |
V |
W |
X |
Y |
Z |
?
 
Ga |
Gb |
Gc |
Gd |
Ge |
Gf |
Gh |
Gi |
Gj |
Gk |
Gl |
Gm |
Gn |
Go |
Gp |
Gq |
Gr |
Gs |
Gu |
Gv |
Gw |
Gy |
Gz
 
Goa |
Gob |
Goc |
God |
Goe |
Gof |
Gog |
Goh |
Goi |
Goj |
Gok |
Gol |
Gom |
Gon |
Goo |
Gop |
Gor |
Gos |
Got |
Gou |
Gov |
Gow |
Goy |
Goz
Die Liste der Biografien führt alle Personen auf, die in der deutschsprachigen Wikipedia einen Artikel haben. Dieses ist eine Teilliste mit 102 Einträgen von Personen, deren Namen mit den Buchstaben „Gop“ beginnt.

## Gop

### Gopa
- Gopakumar, Rajesh (* 1967), indischer theoretischer Physiker
- Gopal Joshi, Anandi (1865–1887), indische Ärztin
- Gopal, Antonio (* 1947), seychellischer Hürdenläufer
- Gopal, Manoranjan Shill (* 1964), bangladeschischer Politiker der Awami-Liga
- Gopal, Ram († 2003), indischer Tänzer und Choreograf
- Gopal, Ram (* 1925), indischer Autor und Historiker
- Gopal, Sam (* 1944), malaysischer Tabla-Spieler
- Gopalakrishnan, Adoor (* 1941), indischer Filmregisseur, Drehbuchautor und Produzent
- Gopalakrishnan, M. S. (1931–2013), indischer klassischer Geiger
- Gopalan, P. V. (1911–1998), indischer Beamter
- Gopalan, Shyamala (1938–2009), indisch-amerikanische Biomedizinerin
- Gopalkrishnan, T. V. (* 1932), indischer Mridangmanspieler, Geiger, Sänger und Musikpädagoge
- Gopallawa, William (1897–1981), sri-lankischer Politiker und Notar
- Gopalnath, Kadri (1949–2019), indischer Saxophonist

### Gopc
- Gopčević, Spiridon (* 1855), österreichischer Journalist, Diplomat und Astronom
- Gopčević, Zoran (1955–2000), jugoslawischer Wasserballspieler

### Gope
- Gope-Fenepej, Georges (* 1988), neukaledonischer Fußballspieler
- Gopee-Scoon, Paula (* 1958), trinidadische Politikerin
- Göpel, Adolph (1812–1847), deutscher Mathematiker
- Göpel, Andrea (* 1969), deutsche Fernsehmoderatorin und Unternehmerin
- Göpel, Barbara (1922–2017), deutsche Kunsthistorikerin
- Göpel, Dieter (* 1950), deutscher Fußballspieler
- Göpel, Eberhard (* 1947), deutscher Gesundheitswissenschaftler und Mediziner
- Göpel, Erhard (1906–1966), deutscher Kunsthistoriker
- Göpel, Maik (* 1963), deutscher Musiker, Liedermacher und Autor
- Göpel, Maja (* 1976), deutsche PolitökonominMaja Göpel (* 1976)

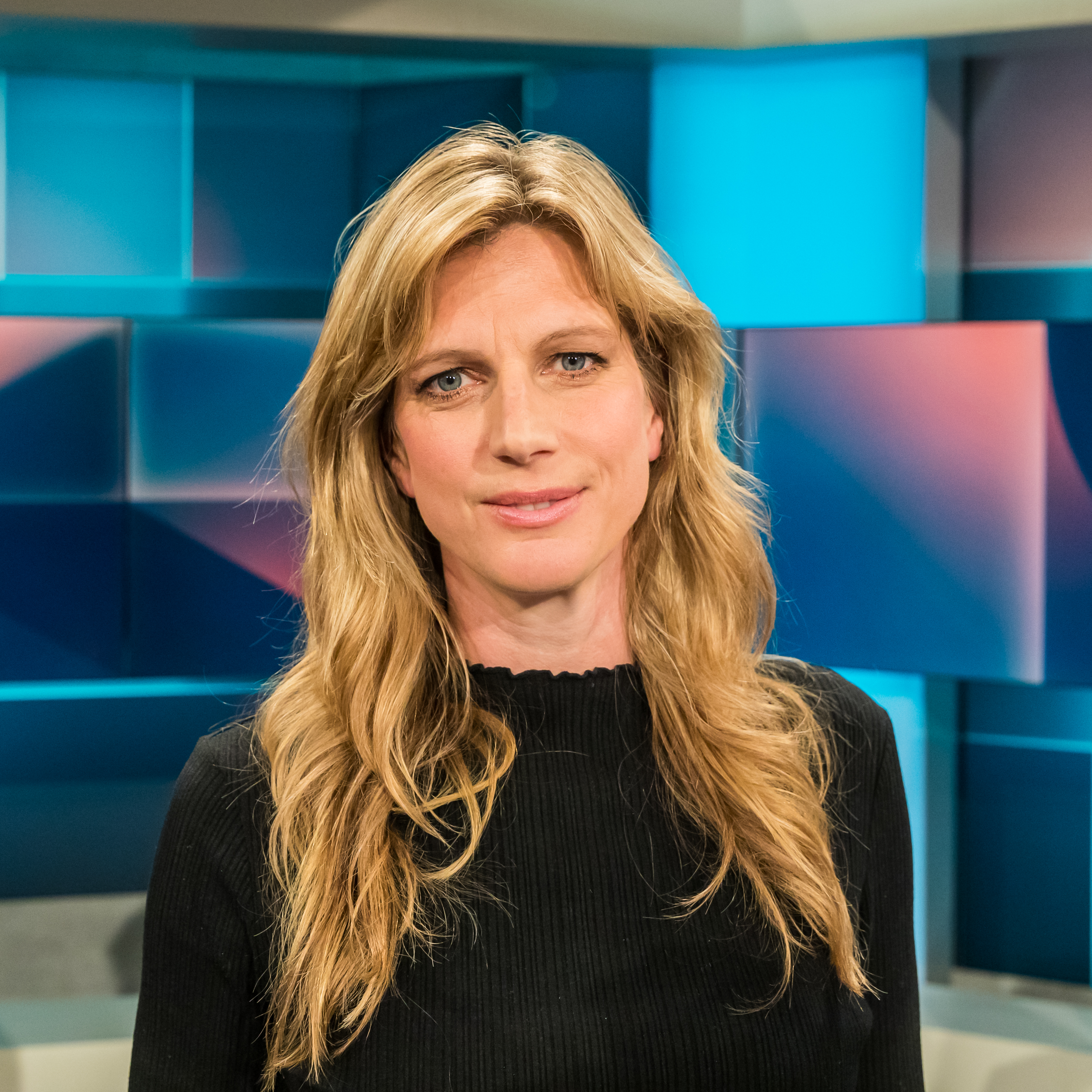
Maja Göpel (* 1976)

- Göpel, Ralph (* 1960), deutscher Autor von EDV-Büchern
- Göpel, Sascha (* 1979), deutscher Schauspieler
- Göpel, Steffen (* 1965), deutscher Immobilienunternehmer, Honorarkonsul und ehemaliger Autorennfahrer
- Göpelt, Ekkehard (1945–2016), deutscher Schlagersänger und Moderator
- Gopep, Luka Sylvester (* 1965), nigerianischer römisch-katholischer Geistlicher, Weihbischof in Minna

### Gopf
- Göpferich-Görnert, Susanne (1965–2017), deutsche Übersetzungswissenschaftlerin und Hochschullehrerin
- Göpfert, Alfred (1934–2023), deutscher Mathematiker und Hochschullehrer
- Göpfert, Andreas (* 1947), deutscher Chorleiter und Musikpublizist
- Göpfert, Arthur Hugo (1872–1949), deutscher Baumeister, Architekt und Politiker (NLP), MdL
- Göpfert, Arthur Hugo (1902–1986), deutscher Politiker (NSDAP)
- Göpfert, Carl Andreas (1768–1818), deutscher Komponist und Musiker
- Göpfert, Dieter (* 1957), deutscher Ruderer
- Göpfert, Herbert G. (1907–2007), deutscher Verlagsbuchhändler, Lektor und Honorarprofessor für Buch- und Verlagswesen an der Universität München
- Göpfert, Hugo (1865–1932), deutscher Architekt, Baumeister und Stifter
- Göpfert, Klaus-Peter (* 1948), deutscher Ringer
- Göpfert, Mario (* 1957), deutscher Kinderbuchautor
- Göpfert, Martin (* 1968), deutscher Biologe und Zoologe
- Göpfert, Rolf (1903–1994), deutscher Architekt, Künstler und Dresdner Architekturprofessor
- Göpfert, Tina (* 1968), deutsche Fußballspielerin
- Göpfert, Trine (* 2005), deutsche Nordische Kombiniererin
- Göpfert, Ulf (* 1943), deutscher Maler und Grafiker
- Göpfert, Vera (* 1967), deutsche Schauspielerin
- Göpfert, Winfried (* 1943), deutscher Journalist und Medienwissenschaftler
- Göpffarth, Karl-Heinz (1913–1977), deutscher Flottillenadmiral der Bundesmarine
- Göpfrich, Kerstin (* 1990), deutsche Biophysikerin und HochschullehrerinKerstin Göpfrich (* 1990)

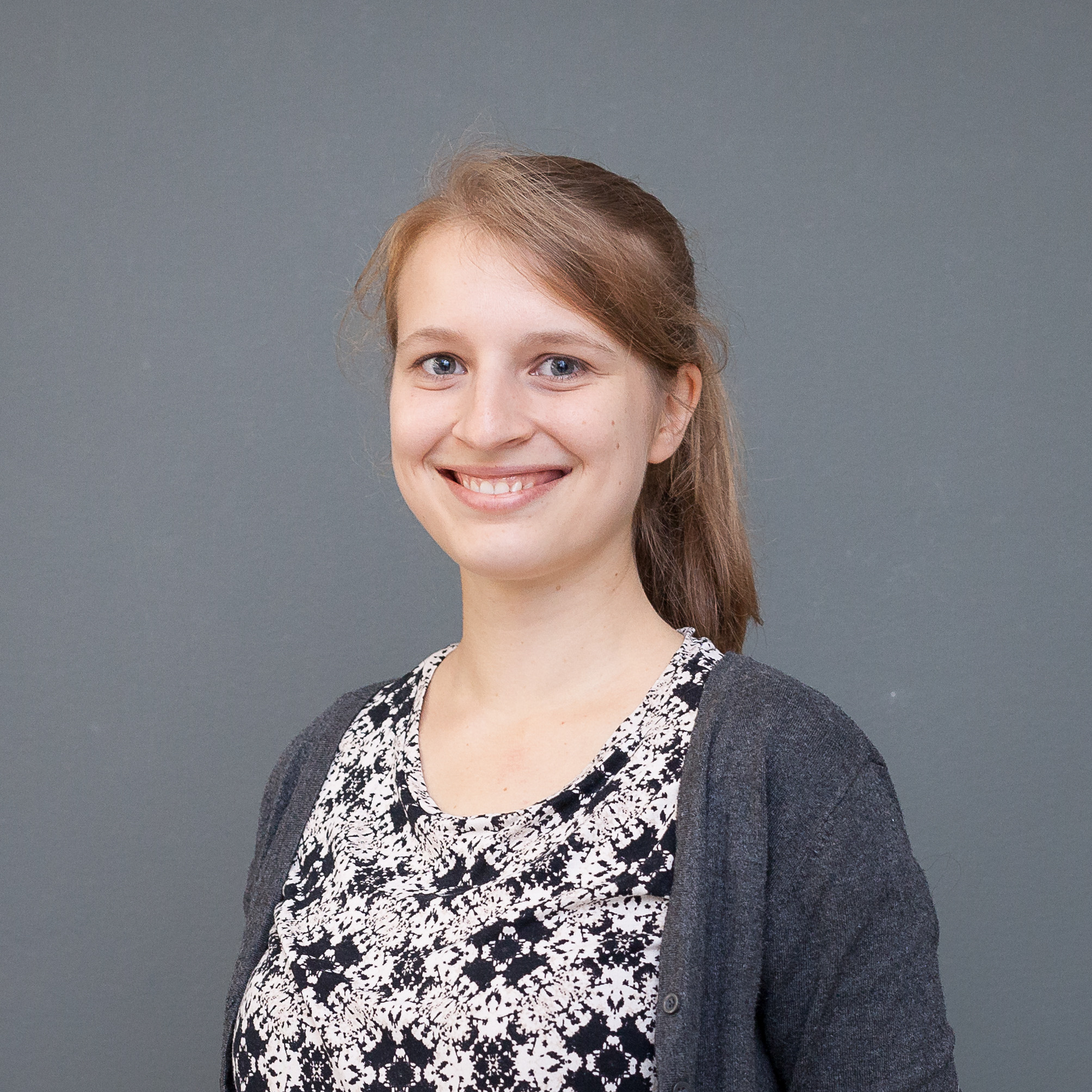
Kerstin Göpfrich (* 1990)

### Goph
- Göphardt, Adolph Georg Wilhelm Leopold von (1789–1878), sächsischer Oberst und Ehrenbürger
- Gopher, Alex, französischer DJ und Produzent für elektronische Musik

### Gopi
- Gopi (1937–2008), indischer Bühnen- und Filmschauspieler sowie Regisseur
- Gopi, Thonakal (* 1988), indischer Langstreckenläufer
- Gopichand, Pullela (* 1973), indischer Badmintonspieler
- Gopin, Waleri Pawlowitsch (* 1964), russischer Handballspieler und -trainer
- Gopinath, Gita (* 1971), indisch-amerikanische Ökonomin und Chefvolkswirtin des Internationalen WährungsfondsGita Gopinath (* 1971)

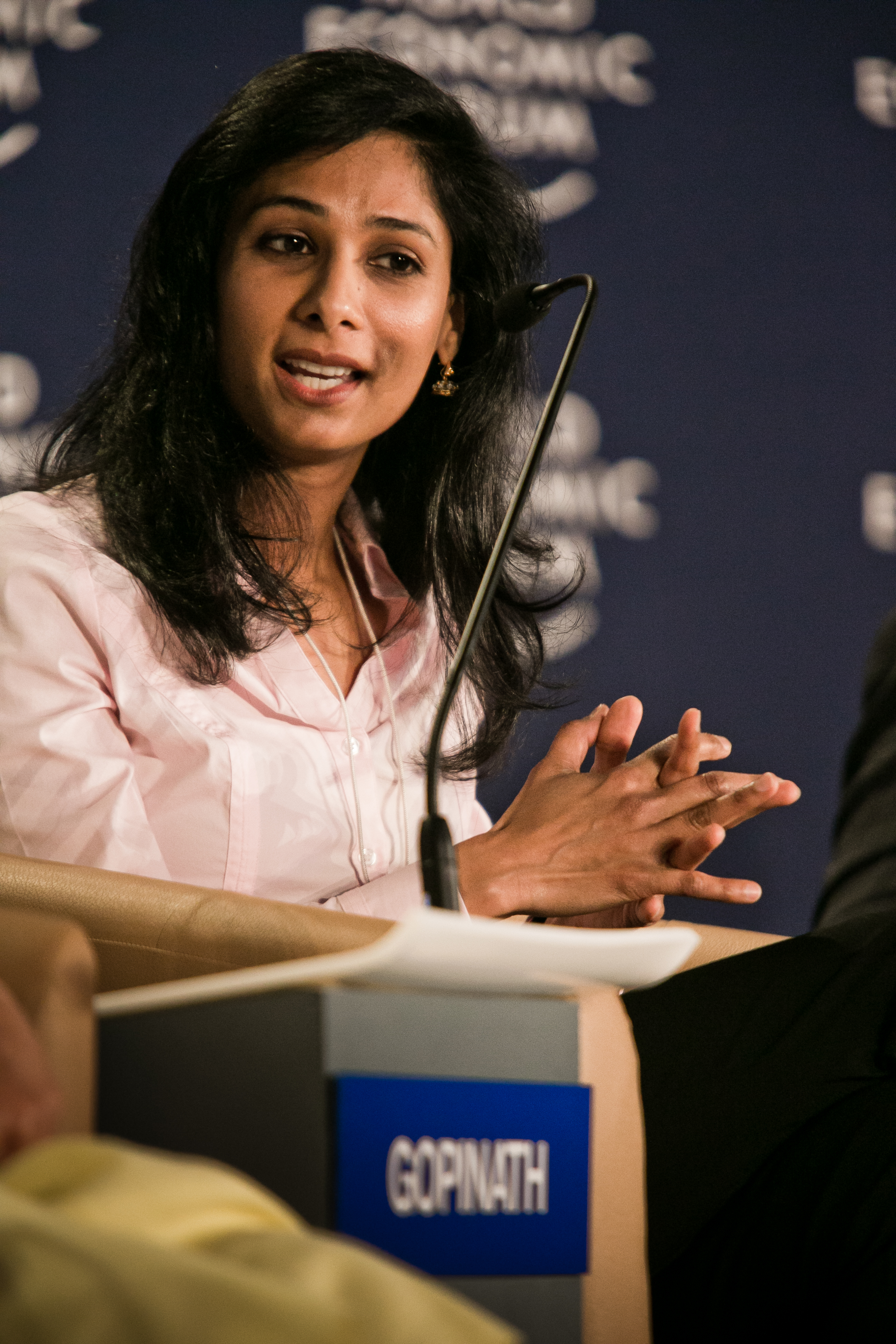
Gita Gopinath (* 1971)

- Gopinath, Suhas (* 1986), indischer Jungunternehmer

### Gopk
- Gopko, Eugen (* 1991), deutscher Fußballspieler

### Gopl
- Goplen, Gordon (* 1964), kanadischer Eisschnellläufer

### Gopn
- Göpner, Jessica (* 1990), deutsche Volleyball- und Beachvolleyballspielerin
- Gopner, Serafima Iljinitschna (1880–1966), ukrainisch-sowjetische Politikerin und Historikerin
- Göpner, Walter (* 1930), deutscher Fußballspieler
- Gopnik, Adam (* 1956), US-amerikanischer Schriftsteller, Essayist und Kommentator
- Gopnik, Alison (* 1955), US-amerikanische Kognitionspsychologin

### Gopo
- Goporo, Aubin-Thierry (* 1968), zentralafrikanischer Basketballspieler
- Goporo, Frédéricque (* 1966), zentralafrikanischer Basketballspieler
- Gopowa, Nina Jurjewna (* 1953), sowjetische Kanutin

### Gopp
- Gopp, Rainer (* 1971), liechtensteinischer Politiker
- Goppel, Alfons (1905–1991), deutscher Politiker (CSU), MdL, MdEPAlfons Goppel (1905–1991)

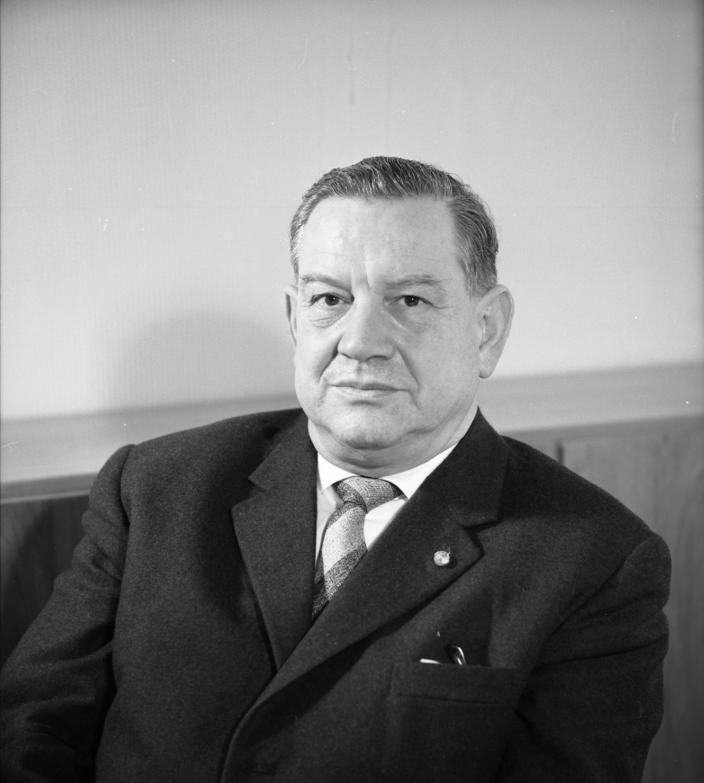
Alfons Goppel (1905–1991)

- Goppel, Gertrud (1908–1989), deutsche Politikergattin, Ehefrau von Alfons Goppel, First Lady im Freistaat Bayern
- Göppel, Josef (1950–2022), deutscher Politiker (CSU), MdL, MdB
- Göppel, Karl, Schweizer Fussballschiedsrichter
- Göppel, Lena (* 2001), liechtensteinische Fussballspielerin
- Göppel, Maximilian (* 1997), liechtensteinischer Fussballspieler
- Goppel, Otto (1928–1973), deutscher Bildhauer
- Goppel, Thijmen (* 1997), niederländischer Fußballspieler
- Goppel, Thomas (* 1947), deutscher Politiker (CSU), MdL, bayerischer Wissenschaftsminister
- Goppel, Valentin (* 2000), deutscher Fotograf
- Goppelsroeder, Christoph Friedrich (1837–1919), Schweizer Chemiker
- Goppelt, Adolf von (1800–1875), württembergischer Politiker und Finanzminister, MdR
- Goppelt, Franz (1894–1975), deutscher Major der NVA in der DDR
- Goppelt, Leonhard (1911–1973), deutscher Theologe (evangelisch)
- Göppert, Ernst (1866–1945), Arzt
- Göppert, Friedrich (1870–1927), Arzt
- Goppert, Georg, deutscher Motorradrennfahrer
- Göppert, Heinrich (1800–1884), deutscher Botaniker, Paläontologe, Arzt und Universitätsprofessor
- Göppert, Heinrich (1867–1937), deutscher Unterstaatssekretär und Hochschullehrer
- Göppert, Heinrich Robert (1838–1882), deutscher Jurist
- Göppert, Knut (* 1961), deutscher Bauingenieur
- Göppert, Konrad (1877–1952), deutscher Verwaltungsjurist
- Goppert, Wolfgang (1960–2022), deutscher Basketballspieler
- Göppinger, Hans (1919–1996), deutscher Rechtswissenschaftler, Mediziner, Psychiater und Kriminologe
- Göppinger, Horst (1916–1996), deutscher Richter und Autor
- Göppner, Traute (1911–2001), deutsche Leichtathletin
- Goppold von Lobsdorf, Vilém (1869–1943), böhmisch-tschechoslowakischer Fechter
- Goppold, Anett (* 1981), deutsche Gewichtheberin der 69-kg-Klasse

### Gops
- Gopstein, Bentzi (* 1969), israelischer PolitikerBentzi Gopstein (* 1969)

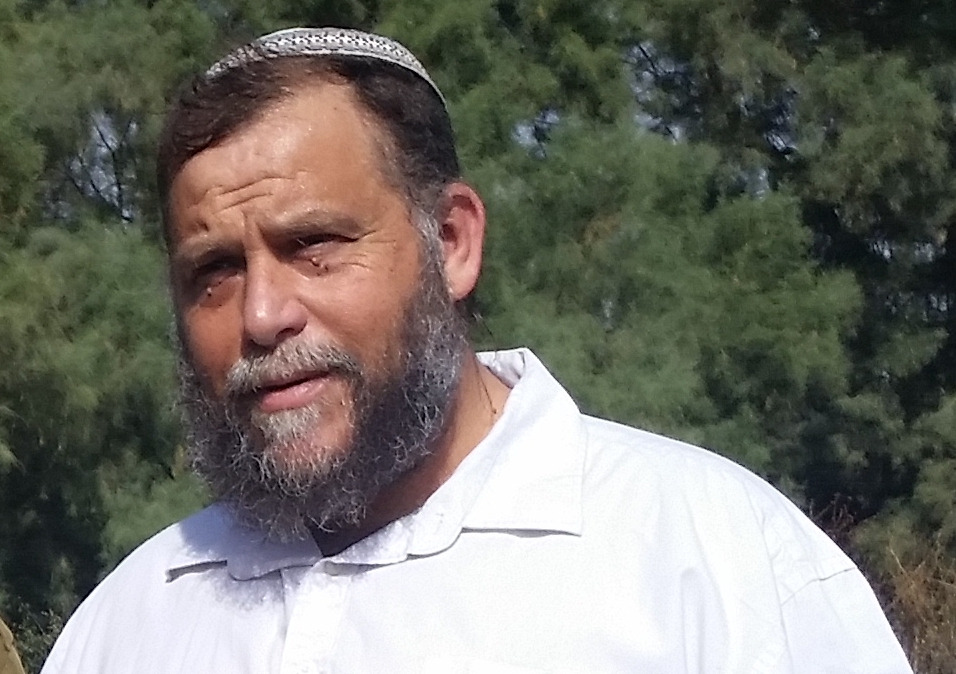
Bentzi Gopstein (* 1969)

### Gopt
- Goptschenko, Galina Petrowna (* 1948), sowjetische Weitspringerin

### Gopu
- Gopu, Ignatius (1912–1981), römisch-katholischer Geistlicher und Bischof von Visakhapatnam (Indien)
- Gopu, Joseph Mark (1907–1971), indischer Geistlicher, römisch-katholischer Erzbischof von Hyderabad